# Physella hendersoni
Physella hendersoni är en snäckart som först beskrevs av Clench 1925.  Physella hendersoni ingår i släktet Physella och familjen blåssnäckor. Inga underarter finns listade i Catalogue of Life.